# Louis Johnson
Pour les articles homonymes, voir Johnson.
Louis Johnson, né le 13 avril 1955 à Los Angeles en Californie (États-Unis) et mort le 22 mai 2015 à Las Vegas dans le Nevada (États-Unis), est un bassiste et réalisateur artistique américain de funk, membre des Brothers Johnson.
Il est l'un des premiers bassistes à populariser à grande échelle la technique du slap, à la suite de son inventeur Larry Graham. Il joua pour de nombreux artistes (parmi lesquels Michael Jackson, Aretha Franklin, Quincy Jones, George Duke, Stevie Wonder) et est classé numéro 38 sur la liste du magazine Bass Player des « 100 plus grands bassistes de tous les temps ». 

## Biographie
Sa plus célèbre collaboration est celle avec Michael Jackson sur les albums Off the Wall, Thriller (notamment sur Don't Stop 'Til You Get Enough et Billie Jean) et Dangerous.
En compagnie de son frère George Johnson, il collabore par ailleurs avec Aretha Franklin, Quincy Jones, Billy Preston, David Ruffin, The Supremes, Bill Withers, Bobby Womack ou encore Stevie Wonder. Leur orchestre familial, The Brothers Johnson, publie sept albums studio, dont Light Up the Night en 1980, qui inclut le tube Stomp! Le groupe s'est reformé ponctuellement en 2002 à l'occasion d'une tournée américaine.
Il joue la plupart du temps sur une guitare basse électrique Music Man StingRay Bass.
Il meurt le 22 mai 2015 à 60 ans d'une hémorragie gastro-intestinale de l'œsophage.

## Discographie

### Brothers Johnson
- 1976 : Look out for number one
- 1977 : Right on time
- 1978 : Blam!
- 1980 : Light up the night
- 1981 : Winners
- 1982 : Blast!
- 1984 : Out of control
- 1985 :  Evolution
- 1988 : Kickin'